# Democracy Manifest
Democracy Manifest (auch bekannt als Succulent Chinese Meal und unter anderen Namen) ist ein australisches Nachrichtensegment-Video des Reporters Chris Reason vom Oktober 1991. The Guardian bezeichnete es 2019 als „vielleicht das herausragendste australische Meme der letzten zehn Jahre“. Auf YouTube gibt es mehrere Postings des Videos mit jeweils über einer Million Aufrufen.
Das Video zeigt die Festnahme eines Mannes durch die australische Polizei in einem chinesischen Restaurant. Als die Polizei ihn gewaltsam festnimmt, bemerkt er in lautem, stentorhaftem Ton: "Meine Herren, das ist manifestierte Demokratie!", "Was ist die Anklage? Essen? Ein saftiges chinesisches Gericht?", "Nehmen Sie Ihre Hand von meinem Penis!", und nach einem abgebrochenen Versuch eines Polizisten, ihn in den Schwitzkasten zu nehmen: "Ich sehe, Sie beherrschen Judo gut."
Das Video wurde am 11. Oktober 1991 aufgenommen, aber erst 2009 ins Internet hochgeladen. Es entwickelte sich ein Rätsel darüber, wer der Mann war und worum es bei dem Vorfall ging, wobei sich Theorien auf den ungarischen Schachspieler Paul Charles Dozsa konzentrierten, der für seine Zechprellereien bekannt war. Im Jahr 2020 erschien ein Australier, der später als Jack Karlson identifiziert wurde, in einem Musikvideo der australischen Punkrockband The Chats und gab sich als der Mann aus dem mittlerweile viralen Video von 1991 zu erkennen. Karlson, der mehrmals aus dem Gefängnis ausgebrochen war, wurde von der Queensland Police Service wegen Kreditkartenbetrugs festgenommen.